# RAPID
RAPID - jest to baza danych zawierająca komunikaty prasowe wszystkich instytucji UE. Organem odpowiedzialnym za RAPID jest Dyrekcja Generalna ds. Komunikacji KE.